# Урей 3-й
Уре́й 3-й (рос. Урей 3-й, ерз. Урей Третий) — село у складі Темниковського району Мордовії, Росія. Входить до складу Пурдошанського сільського поселення.
Населення — 416 осіб (2010; 501 у 2002).
Національний склад (станом на 2002 рік):
- росіяни — 94 %